# Чиргадзе, Геннадий
Геннадий Чиргадзе (род. 31 декабря 1991) — грузинский самбист, бронзовый призёр первенств Европы и мира среди юношей, призёр первенства Европы среди юниоров, чемпион мира среди юниоров, призёр чемпионата мира среди студентов, победитель и призёр международных турниров, призёр чемпионатов Европы, бронзовый призёр розыгрышей Кубка мира, бронзовый призёр Европейских игр 2019 года в Минске, чемпион мира. Выступал в легчайшей (до 52 кг), полулёгкой (до 57 кг) и лёгкой (до 62 кг) весовых категориях. Наставником Чиргадзе является Гиви Сарданадзе. Проживает в Кутаиси.

## Спортивные результаты
- Чемпионат Грузии по самбо 2018 года — ;